# 嘉義市動物守護協會
嘉義市動物守護協會是位於台灣嘉義市的動物保護組織，由吳育才成立於2013年。
該協會成立之初，便在台灣貓狗人協會理事長黃泰山的聲援下，向嘉義市政府提出多項訴求，時任市長黃敏惠答應了大部分的要求，因此嘉義市動物守護協會得以與公立收容所合作，監督其處理流浪動物的流程，曾一度創下連續8個月零安樂死的紀錄。
因嘉義市一直沒有正式的收容所，流浪動物只能被安置在垃圾場旁，嘉義市動物守護協會為興建正式收容所而多方奔走；2015年，協會聯同市議員戴寧向市府陳情，呼籲市府起建正式的嘉義市動物收容所。至2017年，嘉市動物收容所的工程終於發包出去。
自2016年起，該協會每年舉辦「守護動物節」系列活動。
2017年10月，協會理事長吳育才獲表揚優秀青年楷模。

## 另見
- 嘉義市正德護生慈善會

## 外部連結
- 官方網站（页面存档备份，存于）
- 嘉義市動物守護協會的Facebook專頁